# Alberto José Mejía Ferrero
Alberto José Mejía Ferrero (Bogotá, Colombia, 9 de febrero de 1963) es un oficial general del Ejército Nacional de Colombia. Se desempeñó como comandante general de las Fuerzas Militares de Colombia desde diciembre de 2017 hasta diciembre de 2018.

## Biografía

### Primeros años y estudios
Nacido en Bogotá, Cundinamarca, en febrero de 1963, ingresó a la Escuela Militar de Cadetes General José María Córdova el 6 de febrero de 1978 y se graduó de esta con el rango de Subteniente del arma de infantería el 1 de junio de 1981.
Es profesional en Ciencias Militares de la Escuela Militar de Cadetes y posee Maestrías en Asuntos de Seguridad Internacional de la Escuela Naval de Postgrados, en Estudios Estratégicos del Colegio de Guerra del Ejército de los Estados Unidos y en Seguridad Nacional de la Escuela Superior de Guerra de Colombia.
Además, realizó diversos cursos, entre ellos: de Lancero, Jefe de Salto, Paracaidismo, curso básico de infantería, Explorador y Ranger en Fort Bening EE.UU, Comando Especial Terrestre, Básico de Policía Militar, Fuerzas Especiales Rurales, Comando de Jungla, Operaciones de Selva, Instructor Operación de Selva, entre otros; así como, ha cumplido a cabalidad con los cursos de Ley requeridos para ascensos en la carrera militar como Básico, Comando, Estado Mayor y Altos Estudios Militares.

### Carrera
Durante su años de servicio militar ocupó cargos como: Comandante del Comando Conjunto de Operaciones Especiales; Comandante de la División de Aviación y Asalto Aéreo del Ejército; Comandante de la Cuarta Brigada; Jefe de Planeación y Transformación del Ejército; Comandante de la Brigada de Fuerzas Especiales; Director de la Escuela de Infantería y Comandante de la Escuela de Lanceros.
Así mismo, durante su desempeño como Comandante de la División de Aviación y Asalto Aéreo dirigió los Comités de Renovación Estratégica e Innovación CRE-I y CRE-II, de los cuales se proyectó el Plan de Guerra 'Espada de Honor'.
El presidente de la República, Juan Manuel Santos, designó al General Alberto José Mejía Ferrero como comandante del Ejército Nacional de Colombia el 9 de julio de 2015. Posteriormente fue nombrado comandante general de las Fuerzas Militares de Colombia, en reemplazo de Juan Pablo Rodríguez Barragán.
Tras dejar el cargo en diciembre de 2018 pasó a ser embajador en Australia, dignidad que ostentó interinamente hasta agosto de 2019. Fue reemplazado en aquel cargo el 9 de agosto de 2021 por el excomandante de la Policía Óscar Atehortúa Duque.

## Condecoraciones
Posee las siguientes condecoraciones:
- Orden de Boyacá en la categoría de Gran Oficial.
- Orden al Mérito Militar Antonio Nariño en la categoría de Gran Oficial.
- Orden Mérito Militar José María Córdova en la categoría de Gran Oficial.
- Medalla Ayacucho, Medalla Militar de Servicios Meritorios en Inteligencia Militar Guardián de la Patria por segunda vez.
- Medalla Militar de Servicios Distinguidos en Operaciones Especiales.
- Medalla Fe en la Causa.
- Medalla Mejor Alumno EE.UU, Medalla Excelencia Militar por el Ejército de los Estados Unidos, Medalla de Comendación por el Ejército de los Estados Unidos.